# ピュア百合アンソロジー ひらり、
『ピュア百合アンソロジー ひらり、』（ピュアゆりアンソロジー ひらり、）とは、新書館より発売されていた百合をテーマにしたアンソロジーコミック（書籍扱いコミックス）。キャッチコピーは「新書館がおくる、少女たちのシュガータイム」「女の子同士の胸が痛い切なさと甘いドキドキがいっぱいつまっています」。

## 概要
2010年4月に年3回刊行のアンソロジーコミックとして創刊。書籍扱いとして刊行されている。2014年7月発売のvol.14をもって休刊となった。
当初、収録作は全て読み切りとされていたが、『加瀬さんシリーズ』など、連載作品も掲載されている。
2012年10月には、『ひらり、』の別冊として『部活女子アンソロジー ほうかご！』が発売された。

## ひらり、コミックス
2012年7月より刊行開始。『ひらり、』に掲載された作品が単行本として発売された。
2015年4月には、ゲーム『屋上の百合霊さん』をコミカライズした作品が発売された。
『ひらり、』の休刊後も、『加瀬さんシリーズ』の続編は「ひらり、コミックス」として発売されている。

## 掲載作品

### vol.1
2010年4月25日発売。表紙は遠田志帆、口絵は古張乃莉が手がけた。
| 作者                   | 作品名                   | 収録単行本         |
| ---------------------- | ------------------------ | ------------------ |
| TONO                   | ピンク・ラッシュ         | ピンク・ラッシュ   |
| 雨隠ギド               | 一瞬のアステリズム       | 終電にはかえします |
| 仙石寛子               | 日向で咲いて             | あなただけ宝石     |
| 御徒町鳩               | わたしをすきにならないで |                    |
| 橋本みつる             | 星ちゃん                 | さらば友よ         |
| 前田とも               | 影慕い                   |                    |
| 藤沢誠                 | コイスルオトメ           |                    |
| 茉崎ミユキ             | 檸檬の                   |                    |
| 石堂くるみ             | 原田さんと美咲ちゃん     |                    |
| スカーレットベリ子     | SMILE MAKER              |                    |
| 未幡                   | この街に人魚はいない     | キミイロ少女       |
| 月村奎, ねぎしきょうこ | 手をつなごう             |                    |

### vol.2
2010年8月25日発売。表紙は遠田志帆、口絵は今村陽子が手がけた。
| 作者               | 作品名                 | 収録単行本           |
| ------------------ | ---------------------- | -------------------- |
| 高嶋ひろみ         | あさがおと加瀬さん。   | あさがおと加瀬さん。 |
| 前田とも           | 指先の声               |                      |
| 桑田乃梨子         | 箱庭コスモス           | 箱庭コスモス         |
| 三嶋くるみ         | ビスケット心中         |                      |
| ささだあすか       | ほんのともだち         | ふわふわのきもち     |
| 仙石寛子           | 夏が終わっても暑い     | あなただけ宝石       |
| 湖西晶             | 雨降れば               |                      |
| TONO               | ピンク・ラッシュ       | ピンク・ラッシュ     |
| 石堂くるみ         | 七海先輩とありさちゃん |                      |
| 朝丘みなぎ         | あなたといれば         |                      |
| スカーレットベリ子 | マイン                 |                      |
| 藤沢誠             | 泣いて笑ってまた明日   |                      |
| 未幡               | even                   | 少女²                |
| 榊花月, 平尾アウリ | 純粋セカイ培養         |                      |

### vol.3
2010年12月24日発売。表紙は遠田志帆、口絵は竹美家ららが手がけた。
| 作者               | 作品名                     | 収録単行本         |
| ------------------ | -------------------------- | ------------------ |
| 袴田めら           | さろめりっく               | さろめりっく       |
| 仙石寛子           | 白、またはピンク           | あなただけ宝石     |
| ささだあすか       | まいにちのともだち         | ふわふわのきもち   |
| 桑田乃梨子         | 箱庭コスモス               | 箱庭コスモス       |
| 藤こよみ           | プルケリマ                 |                    |
| 夏乃あゆみ         | サボタージュ               |                    |
| 前田とも           | かわいいひと               |                    |
| 橋本みつる         | さらば友よ                 | さらば友よ         |
| 藤生               | under one roof             |                    |
| 犬丸               | 魔女と騎士                 | 演劇部の魔女と騎士 |
| ふかさくえみ       | 購買のプロキオン           | 購買のプロキオン   |
| スカーレットベリ子 | COROLLA                    |                    |
| 未幡               | step in                    | 少女²              |
| TONO               | ピンク・ラッシュ           | ピンク・ラッシュ   |
| 石堂くるみ         | For you                    |                    |
| 大沢あまね         | 図書室の姫ちゃん           | 彼女×彼女          |
| 藤沢誠             | てのひらパチパチ           |                    |
| 栗城偲, 鈴木有布子 | そして、わたしはうそをつく |                    |

### vol.4
2011年4月26日発売。表紙は西炯子、口絵は優が手がけた。
| 作者         | 作品名                          | 収録単行本           |
| ------------ | ------------------------------- | -------------------- |
| 高嶋ひろみ   | 自転車と加瀬さん                | あさがおと加瀬さん。 |
| 袴田めら     | さろめりっく                    | さろめりっく         |
| 南国ばなな   | ほかほかたんぽぽ組              |                      |
| 雨隠ギド     | 永遠に少女                      | 終電にはかえします   |
| 雁須磨子     | 私の嫌いなおともだち            | 私の嫌いなおともだち |
| カザマアヤミ | あなたと彩る世界の色            | 星をふたりで         |
| 仙石寛子     | バニー♡カフェ                   | あなただけ宝石       |
| 橋本みつる   | シスター・ストロベリー          | さらば友よ           |
| 藤たまき     | 青味泥                          | この世にただひとり   |
| ささだあすか | おとなりのせんぱい              | ふわふわのきもち     |
| 犬丸         | witch meets knight ラプンツェル | 演劇部の魔女と騎士   |
| 遠田志帆     | みみみこのこ                    |                      |
| 大沢あまね   | 下着屋の娘                      | 彼女×彼女            |
| 藤生         | under one roof                  |                      |
| 桑田乃梨子   | 箱庭コスモス                    | 箱庭コスモス         |
| TONO         | ピンク・ラッシュ                | ピンク・ラッシュ     |
| 吉田丸悠     | きれいなあのこ                  | きれいなあのこ       |
| 一穂ミチ, 雨 | Droppin' Drops                  |                      |

### vol.5
2011年8月25日発売。表紙は松本花、口絵は高嶋ひろみが手がけた。
| 作者               | 作品名                        | 収録単行本                |
| ------------------ | ----------------------------- | ------------------------- |
| 磯谷友紀           | さようならむつきちゃん        | さようならむつきちゃん    |
| 袴田めら           | さろめりっく                  | さろめりっく              |
| 大沢あまね         | 先生は思春期                  | 彼女×彼女                 |
| 平尾アウリ         | ふたりの卒業式                | わびさび 平尾アウリ作品集 |
| 高嶋ひろみ         | ラブソングと加瀬さん。        | あさがおと加瀬さん。      |
| 王嶋環             | お姉様のきもち                |                           |
| 吉田丸悠           | ソプラノ・フィルテシモ        | きれいなあのこ            |
| ささだあすか       | ふわふわのきもち              | ふわふわのきもち          |
| 遠田志帆           | みみみこのこ                  |                           |
| 未幡               | 一日白紙                      | キミイロ少女              |
| 犬丸               | witch meets knight 私の王子様 | 演劇部の魔女と騎士        |
| ふかさくえみ       | ツバキ准教授の門限            | 購買のプロキオン          |
| TONO               | ピンク・ラッシュ              | ピンク・ラッシュ          |
| 藤生               | under one roof, palor         |                           |
| 桑田乃梨子         | 箱庭コスモス                  | 箱庭コスモス              |
| 橋本みつる         | 木陰にて                      | さらば友よ                |
| 茉崎ミユキ         | シュガースポット              |                           |
| 木原音瀬, 古張乃莉 | だってあのこ、ばかだから      |                           |

### vol.6
2011年12月23日発売。表紙は釣巻和、口絵は水上カオリが手がけた。
| 作者               | 作品名                     | 収録単行本                   |
| ------------------ | -------------------------- | ---------------------------- |
| 紺野キタ           | 女の子の設計図             | 女の子の設計図               |
| 雨隠ギド           | ひらがな線、あいう駅より   | 終電にはかえします           |
| 四ツ原フリコ       | 口先女と鉄壁の処女         | ライカ、パブロフ、ポチハチ公 |
| 仙石寛子           | 白いことが多いドレス       | あなただけ宝石               |
| 雁須磨子           | 私の嫌いなおともだち       | 私の嫌いなおともだち         |
| 佐藤沙緒理         | 貴女のためなら             |                              |
| スカーレットベリ子 | COROLLA2                   |                              |
| ささだあすか       | はじまりのことば           | ふわふわのきもち             |
| 藤生               | under one roof, palor      |                              |
| 犬丸               | witch meets knight 4コマ版 | 演劇部の魔女と騎士           |
| 高嶋ひろみ         | スニーカーと加瀬さん。     | あさがおと加瀬さん。         |
| 平尾アウリ         | 月の下の雅ちゃん           | わびさび 平尾アウリ作品集    |
| 袴田めら           | さろめりっく               | さろめりっく                 |
| 大沢あまね         | ハルノート                 | 彼女×彼女                    |
| 桑田乃梨子         | 箱庭コスモス               | 箱庭コスモス                 |
| 三嶋くるみ         | 蜜よりもあまい             |                              |
| 茉崎ミユキ         | ラスト10ミリ               |                              |
| 前田とも           | オルガンのお姉さん         |                              |

### vol.7
2012年3月24日発売。表紙は高嶋ひろみが手がけた。
| 作者         | 作品名                       | 収録単行本                   |
| ------------ | ---------------------------- | ---------------------------- |
| 袴田めら     | さろめりっく                 | さろめりっく                 |
| 高嶋ひろみ   | 春風と加瀬さん。             | あさがおと加瀬さん。         |
| 紺野キタ     | 女の子の設計図               | 女の子の設計図               |
| 今村陽子     | ほんとのかのじょ             | ほんとのかのじょ             |
| 平尾アウリ   | きっと ずっと                | わびさび 平尾アウリ作品集    |
| 四ツ原フリコ | 恋を描く人                   | ライカ、パブロフ、ポチハチ公 |
| 藤たまき     | この世にただひとり           | この世にただひとり           |
| TONO         | ピンク・ラッシュ             | ピンク・ラッシュ             |
| 桑田乃梨子   | 箱庭コスモス                 | 箱庭コスモス                 |
| 矢直ちなみ   | やわらかいあした             |                              |
| 大沢あまね   | 異次元ダーリン               | 彼女×彼女                    |
| 橋本みつる   | お姉ちゃん                   |                              |
| 王嶋環       | あのこのすき、わたしのきらい |                              |
| 朝丘みなぎ   | すっぴんべっぴん             |                              |
| ふかさくえみ | 氷糖プレパラート             | 購買のプロキオン             |
| 犬丸         | witch meets knight           | 演劇部の魔女と騎士           |
| 未幡         | 唇に秘密を                   | キミイロ少女                 |
| 吉田丸悠     | ロリータコンプレックス       | きれいなあのこ               |
| 麻友紗央里   | コピーフレンド               |                              |

### vol.8
2012年7月28日発売。表紙は袴田めらが手がけた。
| 作者         | 作品名                                | 収録単行本                   |
| ------------ | ------------------------------------- | ---------------------------- |
| 袴田めら     | 花と稲妻                              | 理由もなく悲しくなるの       |
| ユキムラ     | きつね姫                              | 傷心                         |
| 森島明子     | 聖純少女パラダイム                    | 聖純少女パラダイム           |
| 磯谷友紀     | わたしのオディール                    | さようならむつきちゃん       |
| 橋本みつる   | 月化                                  | さらば友よ                   |
| 四ツ原フリコ | ライカ、パブロフ、ポチ、ハチ公        | ライカ、パブロフ、ポチハチ公 |
| 今村陽子     | ほんとのかのじょ                      | ほんとのかのじょ             |
| 佐藤沙緒理   | 放課後ナイフ                          |                              |
| 平尾アウリ   | やわらかな夜                          | わびさび 平尾アウリ作品集    |
| 紺野キタ     | 女の子の設計図                        | 女の子の設計図               |
| 吉田丸悠     | ミニスカートよ さようなら             | きれいなあのこ               |
| TONO         | ピンク・ラッシュ                      | ピンク・ラッシュ             |
| 藤生         | under one roof, palor                 |                              |
| 雁須磨子     | little by little                      | 私の嫌いなおともだち         |
| 犬丸         | witch meets knight 春の終わりの夜の夢 | 演劇部の魔女と騎士           |
| 大沢あまね   | 泣き虫王子様                          | 彼女×彼女                    |
| ささだあすか | きらきらのなつ                        | きらきらのなつ               |
| 桑田乃梨子   | 箱庭コスモス                          | 箱庭コスモス                 |

### vol.9
2012年11月30日発売。表紙は森永みるく、口絵は雨が手がけた。
| 作者         | 作品名                           | 収録単行本             |
| ------------ | -------------------------------- | ---------------------- |
| 森永みるく   | お姫様の鏡                       | お姫様のひみつ         |
| 高嶋ひろみ   | おべんとうと加瀬さん。           | おべんとうと加瀬さん。 |
| 雨隠ギド     | 少女プラネタリウム               | 終電にはかえします     |
| 森島明子     | 聖純少女パラダイム               | 聖純少女パラダイム     |
| 紺野キタ     | 少年                             | 女の子の設計図         |
| 袴田めら     | ストロベリーショートケーキの感染 | 理由もなく悲しくなるの |
| ささだあすか | しのびのいろは                   | きらきらのなつ         |
| 大沢あまね   | おみ足を此処へ                   |                        |
| 今村陽子     | ほんとのかのじょ                 | ほんとのかのじょ       |
| 藤生         | under one roof, palor            |                        |
| 藤こよみ     | 犬と猫                           |                        |
| カザマアヤミ | 健康診断、ふたりきり             | 星をふたりで           |
| ユキムラ     | おにあいのわたし                 | 傷心                   |
| 藤たまき     | 木立                             | この世にただひとり     |
| 雁須磨子     | 誘われ温泉                       | 私の嫌いなおともだち   |
| TONO         | ピンク・ラッシュ                 | ピンク・ラッシュ       |
| 桑田乃梨子   | 箱庭コスモス                     | 箱庭コスモス           |
| 橋本みつる   | ふたつの世界                     | さらば友よ             |
| ふかさくえみ | リミフレ                         | 購買のプロキオン       |
| 犬丸         | ヒミツノハナゾノ                 | 演劇部の魔女と騎士     |
| 芥文絵       | 妹ができました。                 | 妹ができました。       |

### vol.10
2013年3月30日発売。表紙は紺野キタ、口絵はくみちょうが手がけた。
| 作者         | 作品名                                  | 収録単行本                   |
| ------------ | --------------------------------------- | ---------------------------- |
| 雨隠ギド     | 大人の階段の下                          | 終電にはかえします           |
| 袴田めら     | 真っ赤なブーゲンビリア                  | 理由もなく悲しくなるの       |
| 高嶋ひろみ   | いちごドロップと加瀬さん。              | おべんとうと加瀬さん。       |
| 今村陽子     | ほんとのかのじょ                        | ほんとのかのじょ             |
| 橋本みつる   | きよはの反響                            |                              |
| 四ツ原フリコ | カラス、濡れ羽にひかりもの              | ライカ、パブロフ、ポチハチ公 |
| 森島明子     | 聖純少女パラダイム                      | 聖純少女パラダイム           |
| 藤生         | under one roof, palor                   |                              |
| 藤たまき     | 少女アソート                            | この世にただひとり           |
| 平尾アウリ   | 恋愛禁止憲法                            | わびさび 平尾アウリ作品集    |
| ユキムラ     | Armet                                   | 傷心                         |
| 佐藤沙緒理   | 悪魔女と引きこもり                      |                              |
| 吉田丸悠     | シャンデリア・ダイヤモンド スターダスト | きれいなあのこ               |
| 未幡         | これは、にせもの                        | キミイロ少女                 |
| カザマアヤミ | 星をふたりで                            | 星をふたりで                 |
| ささだあすか | しのびのいろは3 さくらの鬼ごっこ〜      |                              |
| 桑田乃梨子   | 箱庭コスモス                            | 箱庭コスモス                 |
| 犬丸         | witch meets knight クロース・トゥ・ユー | 演劇部の魔女と騎士           |

### vol.11
2013年7月30日発売。表紙は平尾アウリ、口絵は水あさとが手がけた。
| 作者         | 作品名                       | 収録単行本                |
| ------------ | ---------------------------- | ------------------------- |
| 高嶋ひろみ   | 砂浜と加瀬さん。             | おべんとうと加瀬さん。    |
| 森島明子     | 聖純少女パラダイム           | 聖純少女パラダイム        |
| 森永みるく   | お嬢さまのうそ               | お姫様のひみつ            |
| 今村陽子     | ほんとのかのじょ             | ほんとのかのじょ          |
| くみちょう   | OUT OF THE BLUE!             | 愛羅武勇より愛してる      |
| 佐藤沙緒理   | 男装レイヤーとその幼馴染     |                           |
| 雨隠ギド     | 終電にはかえします           | 終電にはかえします        |
| 芥文絵       | そうして私たちは             | 妹ができました。          |
| 紺野キタ     | きらり、                     |                           |
| 袴田めら     | 光の庭                       | 理由もなく悲しくなるの    |
| 藤生         | under one roof, palor        |                           |
| 藤こよみ     | Restart                      |                           |
| ユキムラ     | あさってにはハワイ。         | 傷心                      |
| 平尾アウリ   | あのこのしてくれなかったこと | わびさび 平尾アウリ作品集 |
| 藤たまき     | 少女アソート2 三日月         | この世にただひとり        |
| 大沢あまね   | 放課後のまほうつかい         |                           |
| 雁須磨子     | ともだちのつくりかた         | 私の嫌いなおともだち      |
| カザマアヤミ | 銀河に広がる世界をふたりで   | 星をふたりで              |
| TONO         | ピンク・ラッシュ             | ピンク・ラッシュ          |
| 桑田乃梨子   | 箱庭コスモス                 | 箱庭コスモス              |
| 犬丸         | サワーグレープス             |                           |
| きよたとも   | 恋する☆ぽっちゃり            |                           |

### vol.12
2013年11月30日発売。表紙は磯谷友紀、口絵は藤生が手がけた。
| 作者         | 作品名                     | 収録単行本                  |
| ------------ | -------------------------- | --------------------------- |
| 磯谷友紀     | 少女の魔笛                 | さようならむつきちゃん      |
| 四ツ原フリコ | 恋に灰まみれ               |                             |
| 今村陽子     | ほんとのかのじょ           | ほんとのかのじょ            |
| 高嶋ひろみ   | あじさいと加瀬さん。       | おべんとうと加瀬さん。      |
| 森島明子     | 聖純少女パラダイム         | 聖純少女パラダイム          |
| 藤生         | under one roof, palor      |                             |
| 中村カンコ   | つばくま!                  | うちのメイドがウザすぎる! 1 |
| くみちょう   | 逃げたい親友               | 愛羅武勇より愛してる        |
| 佐藤沙織理   | 悪魔女と引きこもり         |                             |
| 犬丸         | まっしろなうそ             | 演劇部の魔女と騎士          |
| 芥文絵       | 卒業の日                   | 妹ができました。            |
| 桑田乃梨子   | 箱庭コスモス               | 箱庭コスモス                |
| 藤たまき     | 少女アソート3 シュトーレン | この世にただひとり          |
| 雁須磨子     | もちに願いを               | 私の嫌いなおともだち        |
| TONO         | ピンク・ラッシュ           | ピンク・ラッシュ            |
| 吉田丸悠     | アンタレスの少年           | ドラムカン百景              |
| 大沢あまね   | 夢解き蘇芳                 |                             |
| カザマアヤミ | 思い出をふたりで           | 星をふたりで                |
| きよたとも   | ハートに春風!!             |                             |

### vol.13
2014年3月30日発売。表紙は雨隠ギド、口絵は伊藤ハチが手がけた。
| 作者       | 作品名                       | 収録単行本                  |
| ---------- | ---------------------------- | --------------------------- |
| 伊藤ハチ   | 春のメヌエット               |                             |
| 高嶋ひろみ | 太陽と加瀬さん。             | ショートケーキと加瀬さん。  |
| 今村陽子   | ほんとのかのじょ             | ほんとのかのじょ            |
| 縞野やえ   | まことごはん                 |                             |
| 大朋めがね | アネモネ                     |                             |
| 袴田めら   | 彼女の隣。                   | 理由もなく悲しくなるの      |
| 森島明子   | 聖純少女パラダイム           | 聖純少女パラダイム          |
| 森永みるく | お姫様のひみつ               | お姫様のひみつ              |
| 橋本みつる | 染まる。溢れる。             |                             |
| 芥文絵     | わたしの好きなあの子のこと   | 妹ができました。            |
| 水上カオリ | 指先の乙女心                 |                             |
| 平尾アウリ | がんばるひとを応援するひと。 | わびさび 平尾アウリ作品集   |
| 中村カンコ | つばくま!                    | うちのメイドがウザすぎる! 1 |
| 藤生       | under one roof, palor        |                             |
| 矢直ちなみ | 石コロ殺意                   |                             |
| 佐藤沙緒理 | ゆゆのごはん                 |                             |
| ユキムラ   | あさってまでハワイ。         | 傷心                        |
| 藤たまき   | 少女アソート4 お菓子の家     | この世にただひとり          |
| TONO       | ピンク・ラッシュ             | ピンク・ラッシュ            |
| 犬丸       | 私たちのしらない2、3の事柄   | 演劇部の魔女と騎士          |

### vol.14
2014年7月30日発売。表紙は高嶋ひろみ、口絵は今村陽子が手がけた。
| 作者         | 作品名                     | 収録単行本             |
| ------------ | -------------------------- | ---------------------- |
| 雨隠ギド     | 私馬鹿                     |                        |
| 玄鉄絢       | 五十鈴のカウンター         | イイタさんペイロード   |
| 犬丸         | ありふれたかくしごと       | 演劇部の魔女と騎士     |
| 磯谷友紀     | 桜の実の熟する日           | さようならむつきちゃん |
| ユキムラ     | 傷心                       | 傷心                   |
| 雁須磨子     | コールアンドレスポンス     | 私の嫌いなおともだち   |
| 芥文絵       | わたしの好きなあの子のこと | 妹ができました。       |
| サワミソノ   | ガールフレンド             |                        |
| 今村陽子     | ほんとのかのじょ           | ほんとのかのじょ       |
| 袴田めら     | ソーダ水のキス             | 理由もなく悲しくなるの |
| 藤生         | under one roof, palor      |                        |
| 高嶋ひろみ   | ライバルと加瀬さん。       | さくらと加瀬さん。     |
| おちゃ       | ゴクドーマフィアガール     |                        |
| くみちょう   | 逃げたい親友               | 愛羅武勇より愛してる   |
| 道野ほとり   | ガラ子ちゃんとスマ子ちゃん |                        |
| 四ツ原フリコ | 王子様もかぼちゃの馬車も   |                        |
| 森島明子     | 聖純少女パラダイム         | 聖純少女パラダイム     |
| 佐々山彰     | ホットケーキの火曜日       |                        |
| 森永みるく   | お姫様の願い。             | お姫様のひみつ         |
| 伊藤ハチ     | 神様の棲む森               |                        |
| カザマアヤミ | 真夜中のマーメイド         |                        |
| 藤たまき     | 少女アソート5 お菓子の家   | この世にただひとり     |
| TONO         | ピンク・ラッシュ           | ピンク・ラッシュ       |

### 別冊 部活女子アンソロジー ほうかご!
2012年10月30日発売。表紙は私屋カヲル、口絵は茉崎ミユキが手がけた。
| 作者         | 作品名                         | 収録単行本                |
| ------------ | ------------------------------ | ------------------------- |
| 高嶋ひろみ   | 緑化委員と加瀬さん。           | エプロンと加瀬さん。      |
| 私屋カヲル   | 花喰い                         |                           |
| 森永みるく   | 放課後の彼女                   | お姫様のひみつ            |
| ふかさくえみ | ゆびさきでスキップ             | 購買のプロキオン          |
| 王嶋環       | 天使は傷だらけ                 |                           |
| 三国ハヂメ   | ひとめあなたに                 |                           |
| 風上旬       | むっちゃんのアメとムチ         |                           |
| 佐野妙       | 雨の日のマーメード             |                           |
| kashmir      | ひとり部のふたり               |                           |
| 袴田めら     | 麻雀女子部活動中!              |                           |
| くみちょう   | マネージャーのお仕事           |                           |
| 平尾アウリ   | わびさび                       | わびさび 平尾アウリ作品集 |
| 桑田乃梨子   | 雑談カオス                     | 箱庭コスモス              |
| 前田とも     | ねこぶ                         |                           |
| 吉田丸悠     | ドラムカン百景                 | ドラムカン百景            |
| 犬丸         | ボルゾイとやまねこ             | 演劇部の魔女と騎士        |
| 藤こよみ     | じゃじゃ馬ならし               |                           |
| 三嶋くるみ   | プラネタリウム                 |                           |
| 小橋ちず     | ワン・ツー・ステップ           |                           |
| 藤沢誠       | あの時の約束を果たすその日まで |                           |

### 別冊 部活女子アンソロジー ほうかご! 2
2014年4月30日発売。表紙は高嶋ひろみが手がけた。
| 作者         | 作品名                           | 収録単行本                 |
| ------------ | -------------------------------- | -------------------------- |
| 高嶋ひろみ   | ショートケーキと加瀬さん。       | ショートケーキと加瀬さん。 |
| 伊藤ハチ     | 白百合とハルジオン               |                            |
| ふかさくえみ | 杖をバトンに持ち替えて           |                            |
| 高崎ゆうき   | 茅野ユミは知っている             |                            |
| くみちょう   | お腹をすかせて帰ってくるね       | 愛羅武勇より愛してる       |
| 大朋めがね   | サッカー少女                     |                            |
| 吉田丸悠     | ピエタ～カドミウムレッドの涙～   | ドラムカン百景             |
| 百合原明     | 空色の鳥と春の風                 |                            |
| kashmir      | ふたり部のひとり                 |                            |
| 犬丸         | 新入部員神田川葉子さんのレポート | 演劇部の魔女と騎士         |
| ミキマキ     | シークレット・ニュース           |                            |
| 三国ハヂメ   | ひとめあなたに                   |                            |
| 未幡         | 好きの距離                       | キミイロ少女               |
| ユキムラ     | ねがい                           | 傷心                       |
| 小橋ちず     | 本日の部活会議                   |                            |
| 佐野妙       | マーメードは旅をする             |                            |
| 王嶋環       | ぜんぜんかわいくないっ           |                            |
| 三嶋くるみ   | いちごショートは今が旬だし       |                            |
| きよたとも   | 花が咲くように                   |                            |

## 書誌情報
- 『ピュア百合アンソロジー ひらり、』 新書館 全14巻
  1. 2010年4月25日発売[ひらり 1] ISBN 978-4-403-67091-6
  2. 2010年8月25日発売[ひらり 2] ISBN 978-4-403-67097-8
  3. 2010年12月24日発売[ひらり 3] ISBN 978-4-403-67101-2
  4. 2011年4月26日発売[ひらり 4] ISBN 978-4-403-67104-3
  5. 2011年8月25日発売[ひらり 5] ISBN 978-4-403-67111-1
  6. 2011年12月23日発売[ひらり 6] ISBN 978-4-403-67113-5
  7. 2012年3月24日発売[ひらり 7] ISBN 978-4-403-67116-6
  8. 2012年7月28日発売[ひらり 8] ISBN 978-4-403-67119-7
  9. 2012年11月30日発売[ひらり 9] ISBN 978-4-403-67131-9
  10. 2013年3月30日発売[ひらり 10] ISBN 978-4-403-67139-5
  11. 2013年7月30日発売[ひらり 11] ISBN 978-4-403-67144-9
  12. 2013年11月30日発売[ひらり 12] ISBN 978-4-403-67149-4
  13. 2014年3月30日発売[ひらり 13] ISBN 978-4-403-67155-5
  14. 2014年7月30日発売[ひらり 14] ISBN 978-4-403-67159-3

- 『ひらり、 別冊 部活女子アンソロジー ほうかご!』 新書館 全2巻
  1. 2012年10月30日発売[ひらり 15] ISBN 978-4-403-67126-5
  2. 2014年4月30日発売[ひらり 16] ISBN 978-4-403-67157-9

### ひらり、コミックス
- 袴田めら 『さろめりっく』 新書館 2012年7月28日発売[単行本 7] ISBN 978-4-403-67120-3
- ささだあすか 『ふわふわのきもち』 新書館 2012年11月30日発売[単行本 6] ISBN 978-4-403-67132-6
- 大沢あまね 『彼女×彼女』 新書館 2012年11月30日発売[単行本 10] ISBN 978-4-403-67133-3
- 紺野キタ 『女の子の設計図』 新書館 2013年3月30日発売[単行本 16] ISBN 978-4-403-67140-1
- ふかさくえみ 『購買のプロキオン』 新書館 2013年3月30日発売[単行本 9] ISBN 978-4-403-67141-8
- 橋本みつる 『さらば友よ』 新書館 2013年7月30日発売[単行本 3] ISBN 978-4-403-67145-6
- 四ツ原フリコ 『ライカ、パブロフ、ポチハチ公』 新書館 2013年7月30日発売[単行本 17] ISBN 978-4-403-67146-3
- 吉田丸悠 『きれいなあのこ』 新書館 2013年11月30日発売[単行本 14] ISBN 978-4-403-67151-7
- 雨隠ギド 『終電にはかえします』 新書館 2013年11月30日発売[単行本 2] ISBN 978-4-403-67150-0
- 桑田乃梨子 『箱庭コスモス』 新書館 2014年3月30日発売[単行本 5] ISBN 978-4-403-67154-8
- カザマアヤミ 『星をふたりで』 新書館 2014年7月30日発売[単行本 12] ISBN 978-4-403-62181-9
- 藤たまき 『この世にただひとり』 新書館 2014年11月29日発売[単行本 13] ISBN 978-4-403-67162-3
- 袴田めら 『理由もなく悲しくなるの』 新書館 2014年11月29日発売[単行本 19] ISBN 978-4-403-67161-6
- 磯谷友紀 『さようならむつきちゃん』 新書館 2014年12月29日発売[単行本 15] ISBN 978-4-403-62185-7
- ユキムラ 『傷心』 新書館 2014年12月29日発売[単行本 20] ISBN 978-4-403-67163-0
- 犬丸 『演劇部の魔女と騎士』 新書館 2015年2月28日発売[単行本 8] ISBN 978-4-403-67167-8
- 雁須磨子 『私の嫌いなおともだち』 新書館 2015年2月28日発売[単行本 11] ISBN 978-4-403-67166-1
- 森島明子 『聖純少女パラダイム』 新書館 2015年2月28日発売[単行本 21] ISBN 978-4-403-67165-4
- TONO 『ピンク・ラッシュ』 新書館 2015年3月30日発売[単行本 1] ISBN 978-4-403-67168-5
- 今村陽子 『ほんとのかのじょ』 新書館 2015年3月30日発売[単行本 18] ISBN 978-4-403-62191-8
- 森永みるく 『お姫様のひみつ』 新書館 2015年5月30日発売[単行本 22] ISBN 978-4-403-62197-0
- 秋60 『同じ所で眠るまで待って』 新書館 2022年6月25日発売[単行本 27] ISBN 978-4-403-67188-3